# مطار لويس مارين مونيوز
مطار لويس مارين مونيوز يقع في سان خوان، بورتوريكو، كما أنه أكبر مطار في البحر الكاريبي يليه مطار الأميرة جوليانا في جزيرة ساينت مارتن.